# Тюремная газета
Тюремная газета — газета, создаваемая в тюрьме, как правило, заключёнными.

## История
Считается, что первая тюремная газета появилась в XIX веке в долговой тюрьме:86. Реформаторы тюрем в США создали тюремную газету в исправительном учреждении Элмира в 1883 году:36–38. Она была «тщательно составлена, чтобы не включать в себя предметы, которые, по мнению должностных лиц, могли бы оказать плохое влияние на заключённых», и вместо этого предназначалась для реабилитационных целей:40. Первая газета, издаваемая заключёнными, была создана в исправительном учреждении Миннесоты в 1887 году.
Исследование 1935 года, первое по этой теме, показало, что почти в половине тюрем США имеется тюремная газета. Расцвет жанра пришелся на 1960-е годы в США, когда тираж газет составлял около 2 миллионов читателей в 250 изданиях:86. В этот период «активные и бдительные сообщения о ситуации в тюрьмах» стали более распространёнными, когда заключённые указывали на проблемы в пенитенциарной системе. «Пулитцеровская премия тюремной журналистики» — премия Penal Press Awards — вручается ежегодно, начиная с 1965 года.
Однако они столкнулись с проблемами, связанными со свободой прессы, поскольку критика тюремной практики наталкивалась на институциональную цензуру:87. В 1974 году в деле Пелл против Прокунье (англ. Pell v. Procunier) Верховный суд США постановил оставить в силе ограничение штата Калифорния, запрещающее заключённым давать интервью прессе лицом к лицу. Журналисты и заключённые утверждали, что это ограничение нарушает Первую поправку к Конституции. Это решение «в значительной степени заменило» более ранние прецеденты, поддерживавшие тюремную журналистику; последующие решения суда также постановили, что «интересы безопасности тюрьмы преобладают над правом на свободу слова заключённых» и что тюрьмы могут полностью запретить тюремные газеты:87. Похожие тенденции и напряжённость возникли и в других частях мира, например, в Канаде:98. Такое давление привело к быстрому и значительному сокращению числа тюремных газет, издававшихся в период с 1970-х по 1990-е годы: в 1998 году их работало всего шесть:87. Однако в последнее время «наряду с ростом двухпартийного интереса к реформе уголовного правосудия, тюремная журналистика возродилась и привлекла внимание и поддержку спонсоров, политиков и общественности». По оценкам, по состоянию на 2023 год в США насчитывается 24 тюремные газеты.

## Тематика
Ранние тюремные газеты обычно были «посвящены занятиям заключённых: спортивным мероприятиям, фильмам и другим развлечениям, личным вещам, банкам крови, школьным и организационным мероприятиям, хобби и т. п.»:90 Также часто присутствовал юмор:91. Спорт остаётся популярной темой для репортажей. В зависимости от уровня цензуры в конкретном учреждении такие газеты могут содержать статьи, критикующие администрацию тюрьмы. В связи со старением тюремного населения в США характерной чертой также стали некрологи.
Проблемы в пенитенциарной системе, включая возможные репрессии против тюремных журналистов, осложняют подготовку репортажей. Федеральное бюро тюрем США ввело прямой запрет на журналистскую деятельность заключённых, в то время как в большинстве штатов США существуют ограничения, которые негативно сказываются на журналистике в тюрьмах.

## Известные издания
- «Forlorn Hope» была первой тюремной газетой в США, издававшейся с 1800 года[11].
- «The Prison Mirror», впервые опубликованная в 1887 году, является старейшей непрерывно действующей тюремной газетой[5][11].
- The Angolite[англ.], тюремная газета Тюрьмы штата Луизиана[англ.], завоевала множество журналистских наград, включая премию Джорджа Полка и номинацию на Национальную журнальную премию[англ.][10].
- Новости[англ.] из тюрьмы Сан-Квентин стали темой книги профессора журналистики Уильяма Дж. Драммонда[англ.], опубликованной в 2020 году[14].
- Проект тюремной журналистики[англ.] ведёт частичный каталог действующих тюремных газет в Соединённых Штатах[15].